# ASC De Volewijckers in het seizoen 1966/67
Het seizoen 1966/1967 was het 13e jaar in het bestaan van de Amsterdamse betaaldvoetbalclub De Volewijckers. De club kwam uit in de Eerste divisie en eindigde daarin op de 17e plaats.

## Wedstrijdstatistieken

### Eerste divisie
|       | Alkmaar '54 | Blauw-Wit | FC Den Bosch/BVV | SC Cambuur | D.F.C. | DHC '66 | SC Drente | Eindhoven | De Graafschap | Heracles | Holland Sport | N.E.C. | RBC   | RCH   | SVV   | Velox | Vitesse | Volendam | FC Zaanstreek |
| ----- | ----------- | --------- | ---------------- | ---------- | ------ | ------- | --------- | --------- | ------------- | -------- | ------------- | ------ | ----- | ----- | ----- | ----- | ------- | -------- | ------------- |
| Thuis | 1 – 2       | 1 – 0     | 1 – 2            | 2 – 1      | 0 – 2  | 3 – 0   | 4 – 1     | 1 – 0     | 2 – 2         | 0 – 1    | 1 – 6         | 3 – 1  | 1 – 4 | 0 – 0 | 2 – 3 | 2 – 1 | 3 – 2   | 1 – 3    | 0 – 2         |
| Uit   | 2 – 1       | 1 – 0     | 1 – 2            | 2 – 1      | 0 – 0  | 2 – 0   | 3 – 0     | 4 – 1     | 4 – 0         | 1 – 1    | 2 – 2         | 1 – 1  | 0 – 0 | 2 – 2 | 1 – 2 | 0 – 0 | 1 – 0   | 7 – 3    | 2 – 1         |

## Statistieken De Volewijckers 1966/1967

### Eindstand De Volewijckers in de Nederlandse Eerste divisie 1966 / 1967
| Stand | Gespeeld | Gewonnen | Gelijk | Verloren | Punten | Doelpunten voor | Doelpunten tegen |
| ----- | -------- | -------- | ------ | -------- | ------ | --------------- | ---------------- |
| 17e   | 38       | 10       | 9      | 19       | 29     | 45              | 69               |

### Topscorers
| Competitie \| # \| Naam \| \| \| ------ \| ----------------- \| -- \| \| 1. \| Johan Engelsma \| 12 \| \| 2. \| Arie van Dijk \| 10 \| \| 2. \| Wout Schaft \| 10 \| \| 4. \| Tonny Fens \| 4 \| \| 4. \| Jan de Kleijn \| 4 \| \| 6. \| Hans Reuser \| 2 \| \| 7. \| Co Adriaanse \| 1 \| \| 7. \| Jan Koppedraaijer \| 1 \| \| 7. \| Henk Looijen \| 1 \| \| Totaal \| Totaal \| 45 \| |                   |      |
| # | Naam              | Goal |
| 1. | Johan Engelsma    | 12   |
| 2. | Arie van Dijk     | 10   |
| 2. | Wout Schaft       | 10   |
| 4. | Tonny Fens        | 4    |
| 4. | Jan de Kleijn     | 4    |
| 6. | Hans Reuser       | 2    |
| 7. | Co Adriaanse      | 1    |
| 7. | Jan Koppedraaijer | 1    |
| 7. | Henk Looijen      | 1    |
| Totaal | Totaal            | 45   |

## Voetnoten
Alkmaar '54 ·
Blauw-Wit ·
Cambuur ·
FC Den Bosch/BVV ·
D.F.C. ·
DHC '66 ·
SC Drente ·
Eindhoven ·
De Graafschap ·
Heracles ·
Holland Sport ·
N.E.C. ·
RBC ·
RCH ·
SVV ·
Velox ·
Vitesse ·
Volendam ·
De Volewijckers ·
FC Zaanstreek